# Гибралтарска лира
Вижте пояснителната страница за други значения на лира.
Гибралтарската лира (валутен знак: £, банков код: GIP) е валутата на Гибралтар. Тя е фиксирана към – и може да се обменя с – британската лира с нормална стойност. Централната банка, която контролира GIP, отговаряща за монети и печат, е правителството на Гибралтар.

## История
Първоначално Гибралтар използва паралелно испанската и британската валута. През 1840 – 1841 г. започва сеченето на медни монети за Гибралтар, като през 1842 г. те са пуснати в обращение. През 1861 г. сеченето е прекратено. Испанските банкноти остават в обращение дълго време и през 1872 г. те се превръщат в единственото платежно средство в Гибралтар. През 1898 г. испано-американската война кара испанската песета да спадне значително и лирата е въведена като единствената валута в Гибралтар, първоначално под формата на британски монети и банкноти. В същото време песетата продължава да бъде в обращение до избухването на Гражданската война в Испания.
През 1914 г. са издадени първите хартиени банкноти, а през 1927 г. започва издаването на банкноти в лири в Гибралтар. През 1967 г. сеченето на монети е възобновено, а през 1967 – 1970 г. е изсечена само 1 монета от 1 крона, а през 1971, 1972 и 1977 г. – 25 нови пенса. От 1988 г. са сечени монети за тираж и възпоменателни монети от благородни метали. Монетите в крони практически не се използват в обращение.
Законно платежно средство са както гибралтарските банкноти и монети, така и британските монетите. Банкнотите на банката на Англия, шотландските и северноирландските банки, макар и да не са официално законно платежно средство, могат да бъдат приети като плащане за стоки и услуги.

## Връзки с британската лира
Законът за банкнотите в обращение от 1934 г. предоставя на правителството на Гибралтар правото да печата свои банкноти. Емитираните облигации са обезпечени или от Банката на Англия или от ценни книжа, емитирани от правителството на Гибралтар. Въпреки че са деноминирани в паундове, облигациите не са законно платежно средство никъде във Великобритания. Монетите от Гибралтар имат същото тегло, размер и метал като британските монети, въпреки че дизайнът е различен и те понякога се срещат в обращение и във Великобритания.
Съгласно Закона за банкнотите в обращение от 2011 г. банкнотите и монетите, емитирани от правителството на Гибралтар, са законно платежно средство в Гибралтар. Британските монети и банкнотите на Банката на Англия също циркулират в Гибралтар и са взаимозаменяеми.

## Монети и банкноти
През 1988 г. Гибралтар въвежда монети в купюри от 1, 2, 5, 10, 20 и 50 пенса и 1 фунт, които на лицевата страна имат собствен дизайн и името на Гибралтар. Те са със същото тегло, размер и форма като съответните британски монети. През 1999 г. е въведена монета от 2 лири. През 2010 г. е издадена монета от 5 паунда. Надписът върху лицевата страна е „Elizabeth II Queen of Gibraltar“, който предизвика конфликт с Испания, където титлата на крал на Гибралтар исторически съответства на короната на Кастилия. Монетите от 2 лири се издават всяка година с нов дизайн от въвеждането ѝ – всеки от 12-те подвига на Херкулес е изобразен на обратната страна на монетите. Емитират се банкноти с 5, 10, 20, 50, 100 лири.